# Берман, Леонид Густавович
Леонид Берман (фр. Léonide Berman; 2 декабря 1896, Санкт-Петербург — 16 октября 1976, Нью-Йорк, США) — русский, французский и американский художник, живописец и график, один из основателей неоромантизма в живописи XX века.

## Биография
Родился и вырос в Санкт-Петербурге, в семье провизора, доверенного Русского торгово-промышленного банка Густава (Гутмана) Лазаревича Бермана и Лидии Борисовны Манасевич, старший брат художника Евгения Бермана, сводный брат журналиста А. Е. Шайкевича. Внук основателя первых еврейских училищ в Митаве и Санкт-Петербурге Лазаря Яковлевича Бермана, редактора и издателя еженедельника «Русский еврей»; племянник палестинофила, публициста Вульфа (Василия) Лазаревича Бермана и математика-педагога Савелия Осиповича Войтинского.
С 1920 года жил во Франции, вместе с братом учился в Академии П. Рансона, ученик художников из творческой группы Наби. Выставлялся в салонах Тюильри, Осеннем, Независимых. После поездки в Италию пишет пейзажи, морские виды Италии и Франции. В 1926 году вместе с Евгением Берманом и Петром Челищевым выставляется в галерее Druet. Выставка в Druet, по декларации участников, должна была открыть новое направление в живописи — неогуманизм (неоромантизм). В 1927 году неогуманисты провели выставку в галерею Пьера Лоэба. После этой выставки творческий путь братьев-художников расходится.
Леонид Берман выставляется в нью-йоркской галерее J. Levy. Участник выставки современного французского искусства в Москве (1928).
В 1935 году организует персональную выставку. Находился под влиянием сюрреализма.
После оккупации Парижа был вынужден скрываться, был арестован жандармерией и был отправлен в трудовой лагерь.
С 1946 года жил в США, выставлялся в Нью-Йорке. Его картины находятся в частных и государственных собраниях живописи. В 1948 году был женат на музыканте Сильвии Марлоу.

## Семья
Двоюродные братья и сестра — экономист Владимир Войтинский, художница и искусствовед Надежда Войтинская, доктор технических наук, профессор Николай Войтинский, юрист и правовед Иосиф Войтинский, поэт Лазарь Берман.